# Ruisseau de Castera
Pour les articles homonymes, voir Castéra.
Le ruisseau de Castera est une rivière française qui coule dans le département de la Gironde et le département des Landes. C'est un affluent de la Leyre. 

## Géographie
De 21 km de longueur, le ruisseau de Castera prend sa source dans les Landes de Gascogne, commune de Saint-Symphorien, dans le département de la Gironde sous le nom de ruisseau de la Grave, prend le nom de ruisseau du Bourg puis celui de ruisseau du Grand Arriou et  sous le nom de ruisseau de Castera avant de se jeter en rive droite dans l'Eyre à Saugnacq-et-Muret département des Landes.

## Principaux affluents
- Ruisseau du Bayle : 12 km
- Ruisseau de Roumehort : 8.7 km
- Ruisseau de Lugadets : 6.5 km
- Craste de la Mounarde : 16.4 km

## Communes traversées
- Landes : Saugnacq-et-Muret, Moustey, Mano, Argelouse.
- Gironde : Saint-Symphorien